# Ann Airport
Ann Airport är en flygplats i Myanmar.   Den ligger i regionen Rakhinestaten, i den sydvästra delen av landet, 220 km väster om huvudstaden Naypyidaw. Ann Airport ligger 22 meter över havet.
Terrängen runt Ann Airport är platt åt sydväst, men åt nordost är den kuperad. Runt Ann Airport är det glesbefolkat, med 16 invånare per kvadratkilometer. Omgivningarna runt Ann Airport är en mosaik av jordbruksmark och naturlig växtlighet.